# Elvira Rawson de Dellepiane
Elvira Rawson de Dellepiane, född 19 april 1867, död 4 juni 1954, var en argentinsk feminist.  
Hon blev 1904 en av grundarna till Asociación de Mujeres Universitarias Argentinas, en pionjärorganisation inom den argentinska kvinnorörelsen som blev känd för sin kampanj för kvinnlig rösträtt.